# Hackvads församling
Hackvads församling var en församling i Strängnäs stift och i Lekebergs kommun i Örebro län (Närke). Församlingen uppgick 2006 i Edsbergs församling.

## Administrativ historik
Församlingen har medeltida ursprung och var till 2006 annexförsamling i pastoratet Edsberg och Hackvad som från 1962 även omfattade Kräcklinge församling och från 1986 Tångeråsa församling. Församlingen uppgick 2006 i Edsbergs församling.

## Kyrkor
- Hackvads kyrka